# Puig del Rocater
El Puig del Rocater és una muntanya de 1.589,3 metres d'altitud del límit dels termes de les comunes de Mosset i Orbanyà, tots dos de la comarca del Conflent, a la Catalunya del Nord.
És a la zona sud-oest del terme de Mosset i al nord del d'Orbanyà. És al nord i damunt del sector més oriental del Bosc Domanial de Noedes i Orbanyà, al sud-est del Coll del Mener, bastant a prop seu.
És en una de les zones més concorregudes pels excursionistes de la Catalunya del Nord.